# Syneches fuliginosus
Syneches fuliginosus är en tvåvingeart som beskrevs av Meijere 1916. Syneches fuliginosus ingår i släktet Syneches och familjen puckeldansflugor. Inga underarter finns listade i Catalogue of Life.